# Eesti Karikas 2004-2005
La Coppa d'Estonia 2004-2005 (in estone Eesti Karikas) è stata la 13ª edizione del torneo dopo l'indipendenza dell'Estonia. Il Levadia Tallinn ha vinto il trofeo per la quarta volta nella sua storia.

## Formula
Il torneo si dipanava su cinque turni: sedicesimi e ottavi erano in gara unica in casa della squadra peggio classificata in campionato; quarti e semifinali erano disputati su gare di andata e ritorno; la finale in gara unica in campo neutro unica a Tallinn.
Le squadre di Meistriliiga 2004 entrarono tutte in scena dagli ottavi, disputando la gara fuori casa.

## Sedicesimi di finale
Le partite furono disputate il 1º settembre 2004.
| Squadra 1               | Risultato | Squadra 2     |
| ----------------------- | --------- | ------------- |
| Sörve                   | 1 - 0     | HÜJK Emmaste  |
| Keskerakonna JK Tallinn | 0 - 9     | Kalev Tallinn |
| FC Hansa United Tallinn | 0 - 3     | Lelle         |
| Elva                    | 4 - 0     | Toompea 1994  |

## Ottavi di finale
Le gare furono disputate tra il 6 e il 7 novembre 2004.
| Squadra 1            | Risultato | Squadra 2           |
| -------------------- | --------- | ------------------- |
| 6 novembre 2004      |           |                     |
| Kalev Tallinn        | 0 - 2     | TVMK Tallinn        |
| Dünamo Tallinn       | 0 - 3     | Tulevik Viljandi    |
| Sörve                | 0 - 24    | Flora Tallinn       |
| Lelle                | 1 - 5     | Valga               |
| Elva                 | 0 - 2     | Lootus Kohtla-Järve |
| 7 novembre 2004      |           |                     |
| Kuressaare           | 1 - 6     | Levadia Tallinn     |
| Tervis Pärnu         | 1 - 5     | Trans Narva         |
| F.C.A. Estel Tallinn | 1 - 5     | Merkuur Tartu       |

## Quarti di finale
Le gare di andata furono disputate il 9 marzo 2005, quelle di ritorno il 23 marzo e il 6 aprile 2005.
| Squadra 1       | Totale | Squadra 2           | Andata | Ritorno |
| --------------- | ------ | ------------------- | ------ | ------- |
| Valga           | 0 - 9  | TVMK Tallinn        | 0 - 4  | 0 - 5   |
| Trans Narva     | 4 - 1  | Merkuur Tartu       | 3 - 0  | 1 - 1   |
| Levadia Tallinn | 5 - 1  | Tulevik Viljandi    | 5 - 1  | 0 - 0   |
| Flora Tallinn   | 11 - 1 | Lootus Kohtla-Järve | 1 - 1  | 10 - 0  |

## Semifinali
Le gare di andata furono disputate il 27 aprile 2005, quelle di ritorno il 4 maggio 2005.
| Squadra 1       | Totale | Squadra 2     | Andata | Ritorno |
| --------------- | ------ | ------------- | ------ | ------- |
| Levadia Tallinn | 6 - 0  | Flora Tallinn | 4 - 0  | 2 - 0   |
| Trans Narva     | 1 - 5  | TVMK Tallinn  | 0 - 2  | 1 - 3   |

## Finale
| Squadra 1    | Risultato | Squadra 2       |
| ------------ | --------- | --------------- |
| TVMK Tallinn | 0 - 1     | Levadia Tallinn |

| Tallinn 20 maggio 2005                       | TVMK Tallinn | 0 – 1      | Levadia Tallinn | Kadriorg Stadium (1500 spett.) |
| \| \| \| \| \| \| Marcatori \| Leitan 86’ \| |              |            |                 |                                |
|                                              |              |            |                 |                                |
|                                              | Marcatori    | Leitan 86’ |                 |                                |